# 중국과학원

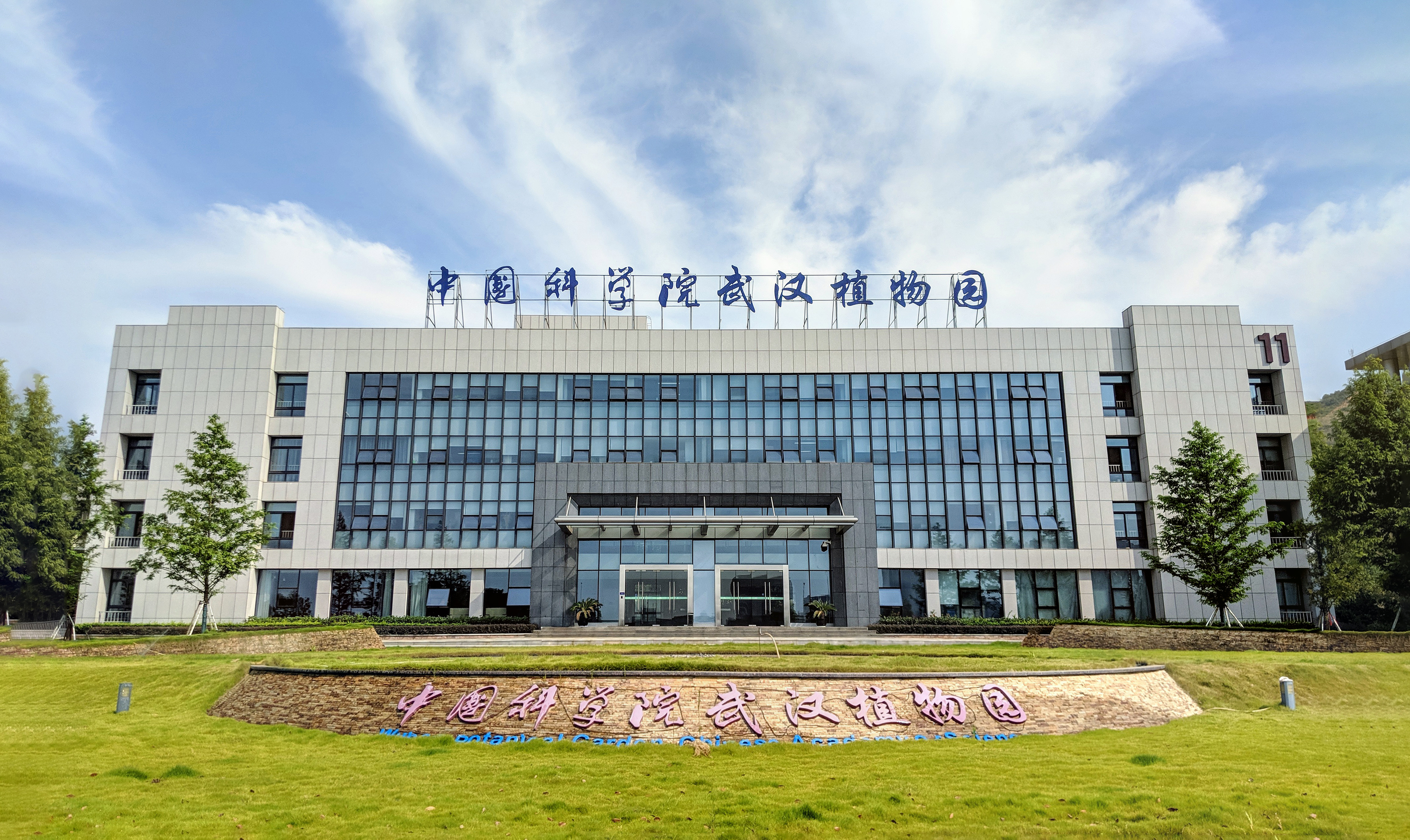

중국과학원(영어: Chinese Academy of Sciences, CAS, 중국어 간체자: 中国科学院, 정체자: 中國科學院, 병음: Zhōngguó Kēxuéyuàn)는 중화인민공화국의 국립 자연과학연구소이다. 과거 한때에는 라틴어 식으로 "Academia Sinica"라는 명칭을 사용하였으나, 중화민국에 위치한 중앙연구원이 이 명칭을 널리 사용하고 있어, 혼동을 피하기 위해서 현재의 영문 명칭으로 변경하였다. 베이징에 본부가 있으나, 부속 기관들이 중화인민공화국 곳곳에 널려 있다.

## 정보
중국과학원에는 다섯 개의 분과가 있는데, 이 분과들은 수학, 물리학, 화학, 지구과학, 기술이다. 그리고 11개의 분소들이 선양, 창춘, 상하이, 난징, 우한, 광저우, 청두, 쿤밍, 시안, 란저우, 신장 위구르 자치구에 위치해 있다. 그리고 84개의 부속 기관들이 있으며, 2개의 대학교 (중국과학기술대학교)와 기타 정보기관, 기술 지원센터들과 출판 보도국들을 가지고 있다. 이들 기관들은 전역의 20개 성에 흩어져 있다.

### 설립일
1949년 10월 19일

### 소재지
베이징시 시청구 싼리허루52호 北京市西城区三里河路52号

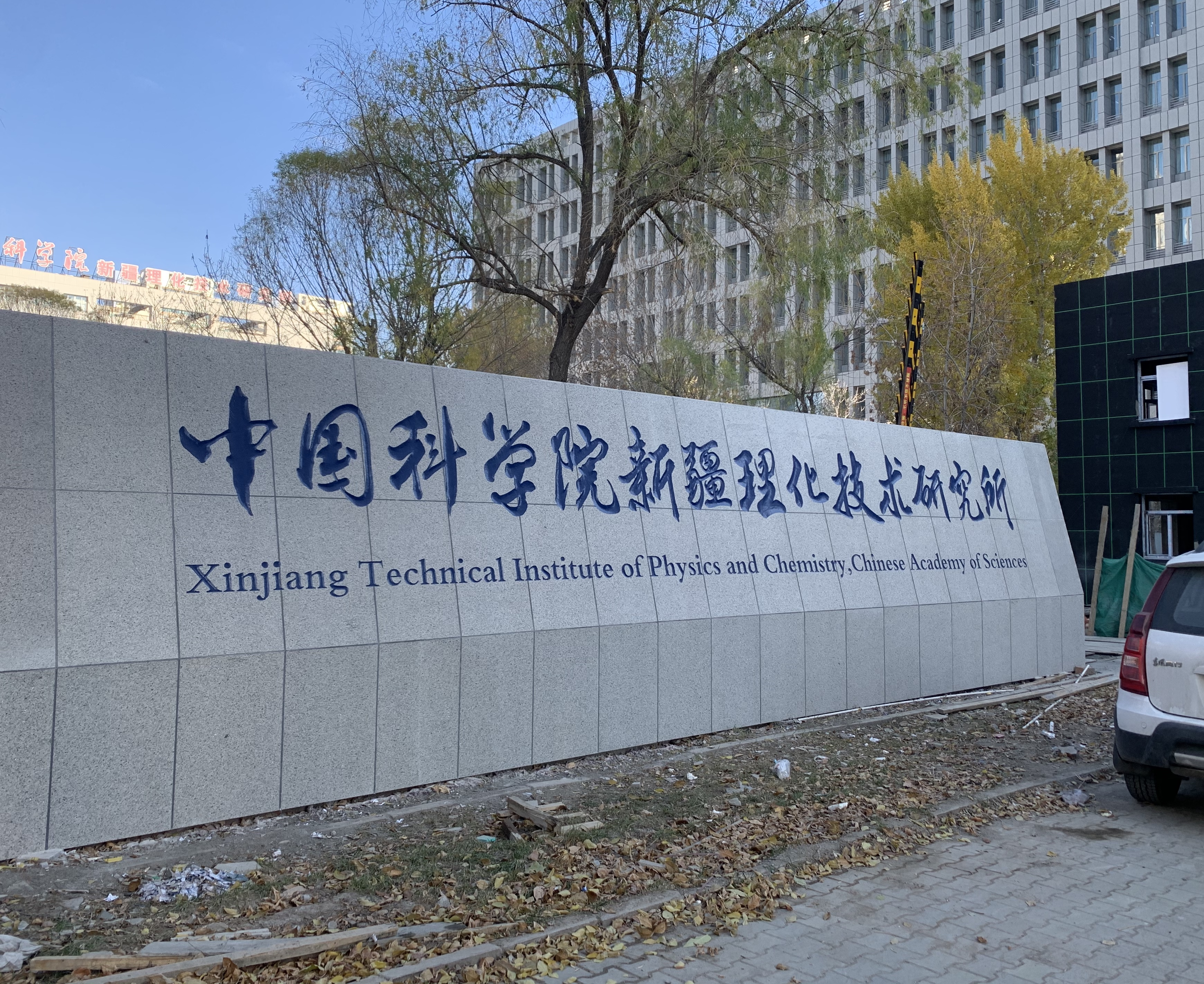
중국과학 아카데미

### 기타
2018년 11월 기준, 중국 전역에 12개의 분원, 114개의 분야별 연구소, 3개의 대학교(중국과학기술대학, 중국과학원대학, 상하이시와 공동설립한 상하이과기대학), 130여개의 국가급 중점 연구실과 연구센터, 210여개의 야외 관측소를 보유하고 있다. 현재, 20여개 이상의 중국의 국가중대과학기술 프로젝트를 만들고 운영하고 있으며, 정식 직원은 71,000여명, 석박사 대학원생이 64,000여명이다.
중국과학원 직속 대학교는 중국과학기술대학(中国科学技术大学, 줄여서 中科大), 중국과학원대학(中国科学院大学, 줄여서 国科大), 상하이시와 공동설립한 상하이과기대학이 있다.
중국과학원은 총 6개의 학술부문으로 나누어지는데, 화학부, 정보기술과학부, 지학부(지리, 지구, 지질 등), 생명과학 및 의학부, 수학물리학부, 기술과학부이다.
2020년 기준 1년 예산은 152억 달러(한화 약 17조원)에 달한다. 우리나라 1년 총 연구개발예산이 27조 4000억원인것을 고려하면, 단일기관으로써는 큰 규모이다.

## 학부
수학물리학부(数学物理学部)
화학부(化学部)
생명과학 및 의학학부(生命科学和医学学部)
지학부(地学部)
정보기술과학부(信息技术科学部)
기술과학부(技术科学部)

## 평가
연구 센터 랭킹으로는 미국국립보건원 (NIH), 미항공우주국 (NASA), 프랑스 국립과학연구센터 (Centre National de la Recherche Scientifique, CNRS), 독일의 막스 플랑크 협회 연구소에 이은 5위이다.

## 관련 활동
최근 이슈인 초전도체에 대해 목소리를 냈다.
중국과학원 주도로 중국에 100m 높이의 공기청정기를 시험 가동했다.

## 같이 보기
- 중앙연구원
- 중국공정원
- 중국사회과학원
- 한림원
- 중국의 과학기술
- 중국과학기술대학